# Cabrits National Park
Cabrits National Park liegt auf einer Halbinsel am Nordende der Karibik-Insel Dominica, nördlich von Portsmouth. Der Park umfasst auf einer Fläche von 1.313 acres (531 ha) tropische Wälder, Korallenriffe und Feuchtgebiete. Ursprünglich gab es eine britische Garnison Fort Shirley. Der Nationalpark wurde 1986 gegründet.

## Name
„Cabrits“ ist der spanische, französische und portugiesische Ausdruck für Ziegen. Ziegen waren von Seeleuten auf der Insel ausgesetzt worden, damit bei der nächsten Landung frisches Fleisch vorhanden wäre.

## Geographie
Cabrits ist ein erloschener Vulkan mit zwei Kegeln, der ursprünglich eine eigene Insel vor der Küste von Dominica bildete. Der schmale und seichte Meeresarm wurde durch Geröll und Anschwemmungen aus Douglas Bay und Prince Rupert Bay aufgefüllt.
Der Nationalpark ist ein wichtiges Schutzgebiet für die Reptilien der Insel. Bis auf vier Arten sind alle Reptilienarten auf den Hügeln und in dem angrenzenden Feuchtgebiet vertreten.

### Fort Shirley
Fort Shirley war ein militärischer Außenposten der Briten aus dem 18. Jahrhundert zur Verteidigung von Dominicas Norden. Das Fort bestand aus mehr als 50 Gebäuden und beherbergte mehr als 600 Männer. 1854 wurde es verlassen und erst 1989 sorgte der Lokalhistoriker Lennox Honychurch für eine Restaurierung. Einige Gebäude auf der Südseite der Halbinsel wurden komplett wieder aufgebaut, während Ruinen der restlichen Gebäude über die Halbinsel verstreut zu finden sind. Auf der Nordseite befand sich Douglas Bay Battery und auf dem westlichen Gipfel die Bluff Point Gun Battery.

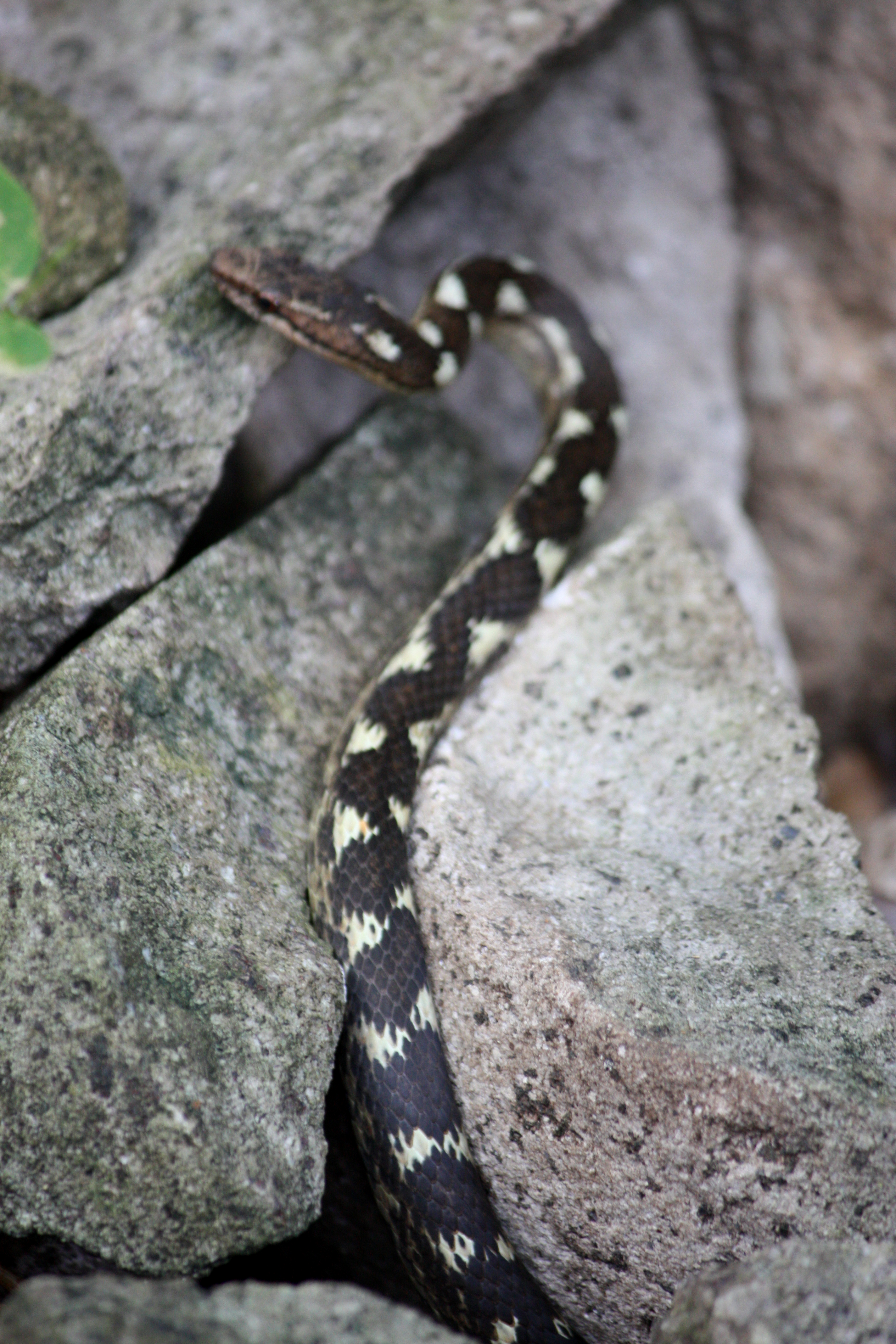
Antilles Racer (Alsophis antillensis) im Cabrits National Park.

## Freizeitmöglichkeiten
Der Nationalpark verfügt über ein Netz von Wanderwegen und die letzte Etappe des Waitukubuli Trail (Segment 14) führt von Capuchin nach Cabrits. Es gibt auch geführte Touren für Touristen. An der südlichen Küste gibt es einen Bootsanleger und eine Tauchschule.